# Присяжнюк, Василий Фёдорович
Васи́лий Фёдорович Присяжню́к (род. 20 февраля 1944, Вирля, Житомирская область) — архитектор. Заслуженный архитектор Украины, главный архитектор Житомира (1976—1983), главный архитектор г. Киева (2006—2009). Лауреат Государственной премии Украины в области архитектуры (1993, 2003).

## Биография
В 1971 году окончил Киевский инженерно-строительный институт. С 1983 года живёт в Киеве. С 2010 года на должности первого заместителя начальника и главного архитектора «Института генерального плана г. Киева».

## Проекты
- Реконструкция Старого бульвара в Житомире.
- Разработка генеральной схемы планирования Украины.